# CEITEC
CEITEC (akronym z Central European Institute of Technology, česky Středoevropský technologický institut) je výzkumné vědecké centrum v Brně zaměřené na oblast živých věd, pokročilých materiálů a nanotechnologií. CEITEC byl založen skupinou brněnských univerzit (Masarykova univerzita, Vysoké učení technické v Brně, Mendelova univerzita v Brně a Veterinární a farmaceutická univerzita Brno) a výzkumných institucí (Ústav fyziky materiálů Akademie věd České republiky a Výzkumný ústav veterinárního lékařství) a podporují ho Jihomoravský kraj a město Brno. V rámci CEITEC došlo k výstavbě řady laboratoří s přístrojovým vybavením a zázemím. CEITEC působí jako konsorcium šesti partnerských institucí, z nichž každá má v rámci CEITECu vlastní organizační jednotku.
Mezi hlavní priority CEITEC patří udržení motivujícího a dynamického mezinárodního vědeckého prostředí, zajištění moderní a nejvyšším standardům odpovídající výzkumné infrastruktury, i politika otevřené komunikace a rovných příležitostí nejen teď, ale i do budoucna.

## Výzkumné oblasti
CEITEC jako vůbec první vědecké centrum v ČR integruje výzkum a vývoj v oblasti věd o živé přírodě, pokročilých materiálů a technologií v takovém rozsahu. Je postaven na vzájemné synergii 7 výzkumných oblastí a díky špičkovým technologiím umožňuje studovat objekty živé i neživé přírody na všech dostupných úrovních složitosti.
Znalosti a zkušenosti vědeckých pracovníků ze šesti zapojených výzkumných institucí jsou dle odborného zaměření rozděleny do 59 výzkumných skupin. Z celkového počtu patří 36 z nich pod Masarykovu univerzitu, 14 pod Vysoké učení technické v Brně, 4 pod Veterinární univerzitu, 2 pod Institut fyziky materiálů AV ČR, 2 pod Ústav veterinárního lékařství a 1 pod Mendelovu univerzitu.

## Organizační jednotky

### CEITEC Masarykova univerzita
CEITEC Masarykova univerzita (Středoevropský technologický institut Masarykovy univerzity) je vysokoškolský ústav, který vznikl na Masarykově univerzitě. CEITEC MU tvoří klíčovou část výzkumné infrastruktury, která byla vybudována v roce 2014 v areálu Univerzitního kampusu v Brně-Bohunicích a poskytuje vybavení a podmínky pro základní, ale i aplikovaný výzkum zejména v oblasti věd o živé přírodě. Propojujícím prvkem mezi vědními obory jsou především sdílené laboratoře, které vytváří optimální podmínky pro řešení multidisciplinárních otázek v oblastech strukturní biologie, genomiky a proteomiky, molekulární medicíny, neurověd, nanotechnologií a mikrotechnologií.

### CEITEC Vysoké učení technické v Brně
CEITEC Vysoké učení technické v Brně (Středoevropský technologický institut Vysokého učení technického v Brně) je vysokoškolský ústav, součást Vysokého učení technického. Sídlí v kampusu Pod Palackého vrchem. Od roku 2016 tvoří klíčovou součást výzkumné infrastruktury s vybavením a podmínkami pro základní i aplikovaný výzkum v oblasti pokročilých nanotechnologií a mikrotechnologií a pokročilých materiálů. Na CEITEC VUT jsou celkem dvě výzkumné oblasti, a to Pokročilé nanotechnologie a mikrotechnologie, a Pokročilé materiály, kde je aktuálně zapojených celkem 12 výzkumných skupin zabývajících se keramickými materiály, kybernetikou pro materiálové vědy, pokročilými polymerními materiály či chytrými nanonástroji, experimentální biofotonikou, přípravou a charakterizací nanostruktur, vývojem metod analýzy a měření, a také charakterizací materiálů a pokročilými povlaky. Oba výzkumné programy nabízejí možnost doktorského studia.
V roce 2018 na CEITEC VUT odstartovaly 2 ERC granty, z nichž se jeden zaměřuje na zefektivnění léčby nádorových onemocnění a druhý se zabývá vývojem nových technologií spektroskopie a mikroskopie. Významným úspěchem je také získání projektů FET Open a projektu RICAIP.

### CEITEC Mendelova univerzita v Brně
CEITEC Mendelova univerzita v Brně je součástí Mendelovy univerzity v Brně a sídlí v jejím areálu v Černých Polích.

### CEITEC Veterinární univerzita Brno
CEITEC Veterinární univerzita Brno je součástí Veterinární univerzity Brno a sídlí v jejím areálu v Králově Poli.

### CEITEC Ústav fyziky materiálů Akademie věd ČR
CEITEC Ústav fyziky materiálů Akademie věd ČR je oddělení Ústavu fyziky materiálů Akademie věd ČR a sídlí v jeho areálu ve čtvrti Veveří.

### CEITEC Výzkumný ústav veterinárního lékařství
CEITEC Výzkumný ústav veterinárního lékařství je oddělení Výzkumného ústavu veterinárního lékařství a sídlí v jeho areálu v Medlánkách.

## Sdílené laboratoře
CEITEC nabízí přístup k 12 sdíleným laboratořím, které jsou vybaveny pokročilou instrumentací v oblasti věd o živé přírodě, nanotechnologií a pokročilých materiálů. Pokročilá instrumentace, financovaná z národních a evropských projektů je dostupná interním i externím uživatelům z akademické i firemní sféry jak z ČR, tak i zahraničí. Většina ze sdílených laboratoří CEITEC je součástí Cestovní mapy ČR velkých infrastruktur pro výzkum, experimentální vývoj a inovace pro léta 2016 až 2022. Různé možnosti otevřeného přístupu a jeho financování, služeb a expertízy.

### CEITEC Nano
Výzkumná infrastruktura CEITEC Nano v kampusu CEITEC VUT Pod Palackého vrchem poskytuje komplexní soubor zařízení, expertní zázemí a metody pro výzkum a vývoj nanotechnologií a pokročilých materiálů. Výzkumná infrastruktura je soustředěna do sdílených laboratoří - Laboratoře přípravy nanostruktur (třída čistoty 100, plocha 356 m²), laboratoře charakterizace nanostruktur (třída čistoty 100 000, plocha 1 335 m²) a laboratoře strukturní analýzy (třída čistoty 100 000, plocha 300 m²). Tyto laboratoře v bezprašném prostředí s vysokou provozní čistotou nabízí kompletní procesy pro přípravu a charakterizaci nanoobjektů, a to až do subnanometrové úrovně. Výzkumná infrastruktura je v provozu od roku 2016 a patří mezi největší čisté laboratorní prostory v České republice.

## Vybrané projekty
CEITEC podporuje své vědce v získávání kompetitivních mezinárodních projektů, které zvýší prestiž institutu a vědců samotných. Aktuálně je v CEITECu pět držitelů prestižního ERC grantu. Zaměřuje také na získávání mezinárodních institucionálních projektů (zejména H2020), které napomáhají zvyšovat konkurenceschopnost vědců i institutu samotného.
| 1. | Starting grant     | Marek Mráz      | SIGNALING PROPENSITY IN THE MICROENVIRONMENT OF B CELL CHRONIC LYMPHOCYTIC LEUKEMIA (CLL)                |
| 2. | Consolidator grant | Richard Štefl   | Dynamic assembly and exchange of RNA polymerase II CTD factors                                           |
| 3. | Starting grant     | Pavel Plevka    | Structural study of human picornaviruses                                                                 |
| 4. | Starting grant     | Vojtěch Adam    | Towards the understanding a metal-tumour-metabolism                                                      |
| 5. | Starting grant     | Petr Neugebauer | THZ-FRASCAN-ESR: THZ frequency rapid scan for spin dynamics investigations of bulk and surface materials |

## Financování
Zdrojem financování centra excelence CEITEC je Evropský fond pro regionální rozvoj, z něhož se čerpá prostřednictvím Operačního programu Výzkum a vývoj pro inovace, prioritní osa 1 – Evropská centra excelence. Celkový rozpočet projektu CEITEC dosahuje částky 5,24 mld. Kč.

## Spolupráce s průmyslem
CEITEC spolupracuje s místními malými a středními podniky i mezinárodními průmyslovými lídry se sídlem mimo Českou republiku.